# Cyaneolytta pectoralis
Cyaneolytta pectoralis là một loài bọ cánh cứng trong họ Meloidae. Loài này được Gerstaecker miêu tả khoa học năm 1854.